# 八巻祐
八巻 祐（やまき　ゆう、1989年1月31日 - ）は東京都出身の日本の柔道家及び柔術家。66kg級の選手。身長は170cm。組み手は右組み。

## 経歴
柔道は7歳の時に半田道場で始めた。第三亀戸中学から東海大浦安高校へ進むと、3年の時にインターハイ73kg級で決勝まで進むが、新田高校2年の中矢力に有効で敗れて2位だった。2007年には東海大学へ進学すると、1年の時には全日本ジュニアの決勝で再び中矢に横四方固で敗れて2位にとどまった。
2011年には松前柔道クラブの所属となった。また、光明学園相模原高校の教員になった。2013年の実業個人選手権66kg級では決勝で了徳寺学園職員の小倉武蔵に一本背負投で敗れた。2014年の実業個人選手権では準々決勝でロンドンオリンピック銀メダリストである了徳寺学園職員の平岡拓晃を小内刈で破ると、決勝でも小倉を指導2で破って優勝を飾った。続いてヨーロッパオープン・リスボンで国際大会初優勝を飾った。
一方でX-TREAM EBINAにおいてBJJにも取り組むと、2015年には全日本選手権アダルト茶帯のフェザー級とオープンクラスで2位となった。2016年にはヒカルド・デラヒーバ杯のフェザー級とオープンクラスで優勝したことで黒帯を取得することになった。

## 主な戦績
柔道
- 2006年 -　インターハイ　2位　73kg級
- 2007年 -　全日本ジュニア　2位　73kg級

66kg級での戦績
- 2013年　- 実業個人選手権　2位
- 2014年　- 実業個人選手権　優勝
- 2014年　- ヨーロッパオープン・リスボン　優勝

(出典、JudoInside.com)。
柔術
- 2014年　- ヒカルド・デラヒーバ杯茶帯フェザー級　優勝　オープンクラス優勝
- 2015年　- 関東選手権アダルト茶帯オープンクラス　優勝
- 2015年　- 全日本選手権アダルト茶帯のフェザー級　2位　オープンクラス　2位
- 2015年　- ヒカルド・デラヒーバ杯茶帯フェザー級　優勝　オープンクラス　優勝
- 2021年 - JBJJF全日本柔術選手権 ライトフェザー級 優勝